# أدريان ستريت
أدريان ستريت (بالإنجليزية: Adrian Street) هو مصارع محترف بريطاني، ولد في 5 ديسمبر 1940 في برينمور ‏ في المملكة المتحدة.

## وصلات خارجية
- أدريان ستريت على موقع CageMatch worker (الإنجليزية)
- أدريان ستريت على موقع قاعدة بيانات المصارعة على الإنترنت (الإنجليزية)
- أدريان ستريت على موقع عالم المصارعة على الإنترنت (الإنجليزية)
- أدريان ستريت على موقع IMDb (الإنجليزية)
- أدريان ستريت على موقع ميوزك برينز (الإنجليزية)
- أدريان ستريت على موقع ديسكوغز (الإنجليزية)
- أدريان ستريت على موقع قاعدة بيانات الفيلم (الإنجليزية)